# Steiermärkische Automobilwerke Theodor W. Zimmermann
Die Steiermärkischen Automobilwerke Theodor W. Zimmermann war ein Hersteller von Automobilen aus Österreich-Ungarn.

## Unternehmensgeschichte
Das Unternehmen aus Maribor begann 1904 mit der Produktion von Automobilen. Der Markenname lautete Zimmermann. Im gleichen Jahr endete die Produktion.

## Fahrzeuge
Die Fahrzeuge waren konventioneller Bauart, also vierrädrig, mit Frontmotor und Hinterradantrieb.